# Agrotis propriens
Agrotis propriens là một loài bướm đêm trong họ Noctuidae.